# HD 37752
HD 37752，又名BD+23 1007，SAO 77413、HR 1951，是一颗恒星，视星等为6.59，位于銀經184.35，銀緯-3.65，其B1900.0坐标为赤經5h 35m 50s，赤緯+23° -3.65′ 31″。